# Boston-Marathon 1922
| 26. Boston-Marathon    | 26. Boston-Marathon        |
| ---------------------- | -------------------------- |
| Stadt                  | Boston, Vereinigte Staaten |
| Datum                  | 19. April 1922             |
| Distanz                | 37 – 38,5 Kilometer        |
| Sieger                 |                            |
| Männer                 | Clarence DeMar (2:18:10 h) |
| ← Boston-Marathon 1921 | Boston-Marathon 1923 →     |
| Website                | Offizielle Website         |

Der Boston-Marathon 1922 war die 26. Ausgabe der jährlich stattfindenden Laufveranstaltung in Boston, Vereinigte Staaten. Der Marathon fand am 19. April 1922 statt. Die Laufdistanz betrug zwischen 37 und 38,5 Kilometer.
Es gewann Clarence DeMar in 2:18:10 h.

## Ergebnis
| Platz | Athlet          | Land               | Zeit (h)  |
| ----- | --------------- | ------------------ | --------- |
| 01    | Clarence DeMar  | Vereinigte Staaten | 2:18:10   |
| 02    | Ville Ritola    | Finnland           | 2:21:44,8 |
| 03    | Albert Smoke    | Kanada             | 2:22:49,6 |
| 04    | Victor Macaulay | Kanada             | 2:24:02,4 |
| 05    | Ville Kyrönen   | Vereinigte Staaten | 2:24:42   |
| 06    | Otto Laakso     | Vereinigte Staaten | 2:24:45,7 |
| 07    | Carl Linder     | Vereinigte Staaten | 2:25:29,4 |
| 08    | Frank Zuna      | Vereinigte Staaten | 2:26:26   |
| 09    | Harvey Frick    | Vereinigte Staaten | 2:28:16,8 |
| 10    | Édouard Fabre   | Kanada             | 2:29:00,6 |